# Mandulacincér
A mandulacincér (Lioderina linearis) a rovarok (Insecta) osztályának bogarak (Coleoptera) rendjébe, ezen belül a mindenevő bogarak (Polyphaga) alrendjébe és a cincérfélék (Cerambycidae) családjába tartozó faj.

## Elterjedése
A faj Közép-, Délkelet-Európában és Anatóliában elterjedt, viszont előfordulási területe mindössze 76 km². Bulgáriában gyakori a Fekete-tenger partvidékén, de az alacsonyabb hegyvidéki területeken sem számít ritkának, sőt helyenként nagyobb számban fordul elő hagyományosan művelt manduláskertekben. Magyarországon szórványosan fordul elő az alacsonyabb hegyvidéki területeken, főként a Balaton térségében. Szlovákiában nagyon kis területen él, és csak néhány újabb előfordulását jegyezték fel, amelyek Budapesthez közel találhatók az ország déli részén. Egyes források szerint Ausztria keleti részén is megtalálható, bár ezt nem minden kutató fogadja el. Ugyanakkor ez az adat illeszkedik a közeli magyarországi és szlovákiai megfigyelésekhez.

## Megjelenése
Hosszúkás és lapított testalkatú, 7 milliméter testhosszú, barnás színű, finoman szőrözött. A csápok alig érik el a test hosszát. A tor hosszabb, mint széles, oldalain középen egy kis tompa dudor található. A szárnyfedők finoman pontozottak.

## Életmódja
Szaproxilofág faj, lárvái lombhullató és tűlevelű fák elhalt ágaiban fejlődnek. Görögországban, Magyarországon és Bulgáriában mandulafában fordul elő. Törökországban a közönséges dió és az Acer undulatum juharfaj szintén a tápnövényei közé tartozik. Meglepő módon Görögországban a görög jegenyefenyőben, valamint különböző tűnyalábos fenyőkben is megél. Ezek mellett nemes szilvában, kökényben és körtében is ismert a jelenléte.
Fejlődése két évig tart. A petékből frissen kikelt lárvák az első csúcsrügytől kezdve berágják magukat az 1-2 éves, vékony végágak belsejébe. Egyetlen ágat akár két lárva is megtámadhat. Kezdetben a kéreg alatt, 1-2 milliméter mélységben készítenek járatokat, de ezek később a fa tengelyével párhuzamosan szélesednek, és szabálytalan alakúvá válnak. 10-20 milliméter hosszúságú járatokat rágva gyakran teljesen elfogyasztják a faanyagot, így csak a vékony kéreg marad meg, s az ilyen ágak érintésre könnyen eltörnek. 
A lárvák a fa belseje felé haladva hosszabb járatokat alakítanak ki, amelyeket szorosan kitömnek rágcsálékkal. Ritka esetben a teljes járat csak a kéreg alatt vagy kizárólag a farészben helyezkedik el. A lárvajárat végén bábkamra található, amelyet a lárva finom rágcsálékkal tömít el. A kifejlett egyedek 2 milliméter széles és 3 milliméter hosszú, enyhén ovális kijárati nyílásokon keresztül hagyják el az ágat. Az imágók május végétől augusztus elejéig aktívak, alkonyatkor, illetve éjszaka mozognak, és a fény vonzza őket.

## Természetvédelmi helyzete
A Természetvédelmi Világszövetség (IUCN) vörös listája szerint jelenleg a mérsékelten fenyegetett fajok kategóriába tartozik. Előfordulási területe mindössze 76 km²-re korlátozódik, ami önmagában még nem indokolná a sebezhető státuszt, de ha az élőhelyek tovább romlanak, azzá válhat. Magyarországon védett faj, természetvédelmi értéke 10 000 Ft.
Bár nehezen észlelhető és azonosítható, lárvanevelési és fénycsapdás módszerekkel gyakoribb előfordulású fajnak bizonyult, mint azt korábban gondolták. Kelet-Európában a hagyományos gyümölcsösök visszaszorulása veszélyezteti túlélését, mivel ezek jelentik fő élőhelyét. Magyarországon az elhagyott mandulaültetvények eltűnése különösen nagy fenyegetést jelent számára. Mivel élőhelyei szétszórtak, populációja több mint 50%-ban kis, elszigetelt csoportokból áll, és bár nem ismert, mennyire képes alkalmazkodni más tápnövényekhez, lehetséges, hogy vad Prunus nemzetségbeli fajokra is át tud térni.